# Academie

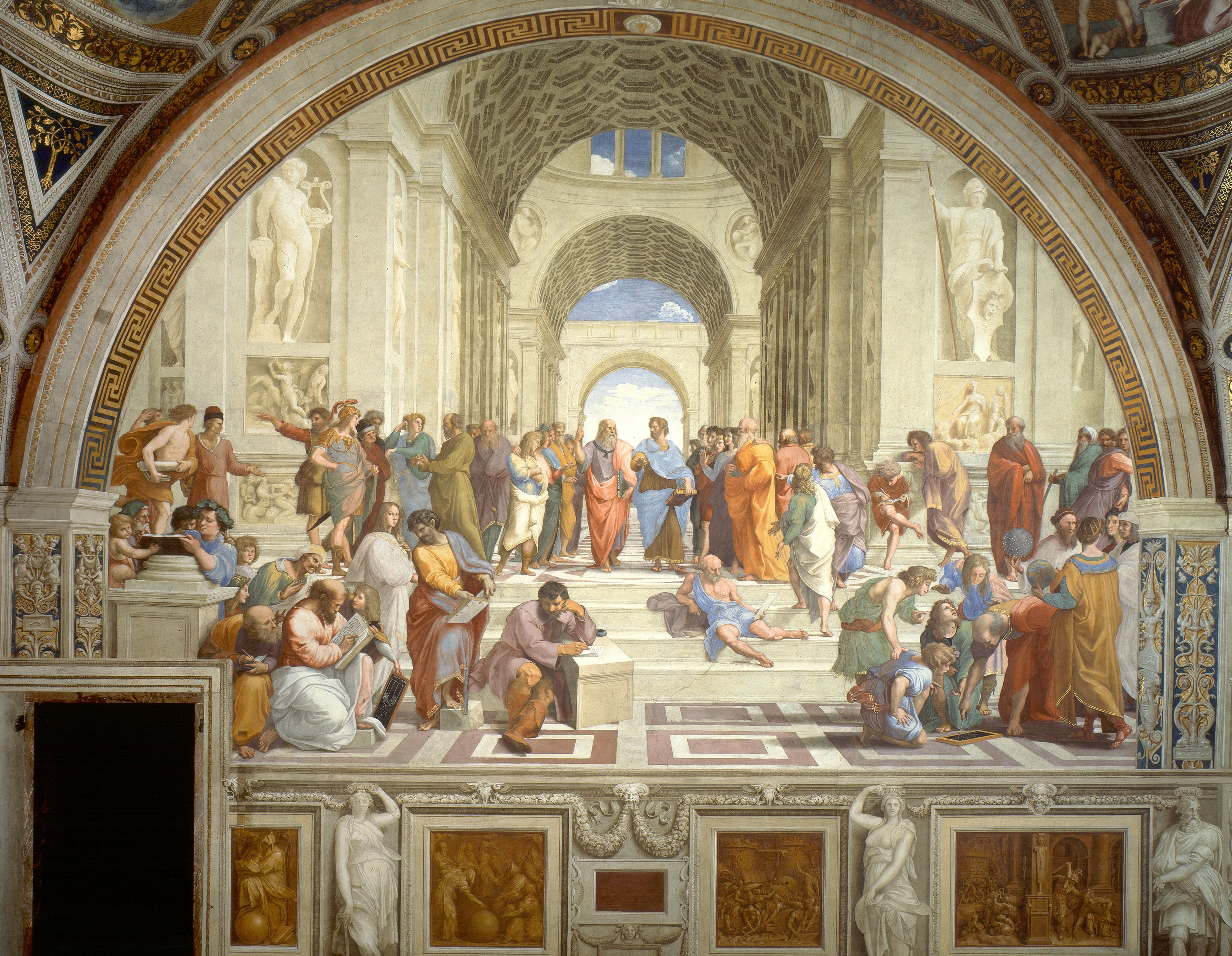
"De school van Athene"
Rafaël, Vaticaans museum

Een academie is, in de ruimste zin, een instelling voor onderwijs, doorgaans een universiteit, soms een hogeschool, 'ter beoefening van wetenschappen, letteren of kunst', of een andere instelling die betrokken is bij de uitoefening van of het toezicht op wetenschappen en kunsten. Iemand die een academische opleiding heeft afgerond, mag een academische titel gebruiken.
De term academie is terug te voeren op de school van Plato die ongeveer 385 v.Chr. opgericht werd in Akademeia, een voorstad van Athene.
Voor de invoering van de bachelor-masterstructuur was 'Academie' in Nederland een beschermde titel, voorbehouden aan instellingen waar onderwijs op universitair niveau werd gegeven. Zo was de rang van officier bij de krijgsmacht (Nederlandse Defensie Academie) en brandweer (Brandweeracademie) gelijkgesteld aan een universitaire titel.
Een ander gevolg van deze 'degradatie' was bijvoorbeeld dat de term academisch ziekenhuis werd vervangen door Universitair Medisch Centrum.
In Nederland en Vlaanderen werden en worden, naast de universiteiten, ook bepaalde vormen van ander hoger onderwijs aangeduid als academie, zoals de kunstacademie en de academie voor bouwkunst. Koninklijke Academie voor Schone Kunsten is een beschermde titulatuur voor kunstopleidingen in het Vlaams Hoger Onderwijs. De Koninklijke Academies voor Schone Kunsten in Antwerpen en Gent bieden academisch gerichte bachelor- en masteropleidingen aan.

## Academies van wetenschappen
Veel landen hebben een nationale academie van wetenschappen, een organisatie waarvan toonaangevende wetenschappers van dat land lid zijn. Naast een wetenschappelijke functie vervullen zij soms ook een adviserende functie voor de politiek. Voorbeelden zijn:
- Koninklijke Vlaamse Academie van België voor Wetenschappen en Kunsten en Académie royale des sciences, des lettres et des beaux-arts de Belgique (België)
- Koninklijke Nederlandse Akademie van Wetenschappen (Nederland)
- National Academy of Sciences (Verenigde Staten)
- Royal Society (Verenigd Koninkrijk)
- Russische Academie van Wetenschappen (Rusland)
- Kungliga Vetenskapsakademien (Zweden)

## Academies voor taal
Academie is ook de (plechtige) naam van een vereniging die haar leden zorgvuldig uitkiest, naar analogie met de verschillende taal-regulerende academies (vergelijkbaar met de Nederlandse Taalunie), zoals:
- Koninklijke Academie voor Nederlandse Taal- en Letterkunde (Academie van de Nederlandse taal in Vlaanderen)
- Academia Brasileira de Letras (Academie van de Portugese taal in Brazilië)
- Academia della Crusca (Academie van de Italiaanse taal)
- Académie Française (Academie van de Franse taal)
- Akademio de Esperanto (Academie van het Esperanto)
- Euskaltzaindia (Academie van de Baskische taal)
- Real Academia Española (Academie van de Spaanse taal)
- Svenska Akademien (Academie van de Zweedse taal)

## Academies voor schone kunsten
In Vlaanderen is Koninklijke Academie voor Schone Kunsten een beschermde aanduiding voor kunstopleidingen in het Vlaams hoger onderwijs.
- De Koninklijke Academie voor Schone Kunsten is onderdeel van de AP Hogeschool Antwerpen. Het is de oudste academie voor schone kunsten in België en dateert van 1663 (opgericht door David Teniers).
- De Koninklijke Academie voor Schone Kunsten van de HOGENT is opgericht in 1752 door F.C Marissal.